# 郭文林
郭文林（1906年—1969年9月5日），别名彬儒，达斡尔名色尔曾格，达斡尔族，郭布勒氏，呼倫貝爾部（今呼倫貝爾市鄂温克族自治旗）巴彦托海镇人。满洲国政治人物。

## 生平
1914年，他入海拉尔街蒙旗两级小学校，1920年毕业。1920年，他入海拉尔街蒙旗中学校（在学三年），1922年他插班入齐齐哈尔中学校，1926年毕业。1926年到1928年，他在家赋闲。1928年，他赴日本留学预备1年零4个月。1929年，他考入日本陆军士官学校骑兵科，同年4月1日他入日本东京市世个谷骑兵第一联队见习6个月，同年10月1日他入日本陆军士官学校本科。1931年，他毕业于日本陆军士官学校毕业，8月中旬回到中国，在家赋闲。
1931年九一八事变后，他由1931年10月至1932年3月9日满洲国成立期间搞蒙古自治活动。1932年，他任骑兵上校，补满洲国执政府侍卫官兼护军统领。1933年，他补禁卫步兵团团长。1935年，他入奉天的满洲国陆军训练处专科学生班，1936年10月1日毕业。1936年，他补侍从武官。1938年，他补满洲国兴安军管区参谋长。1939年，他任陆军少将。1940年，他补满洲国第二师师长。1941年，他补满洲国第九军管区司令官。1943年，他补满洲国陆军兴安学校校长。1944年，他补第十军管区司令官任陆军中将。1945年8月11日，他和参谋长正珠尔扎布发动锡尼河事件，率部投降苏联红军。此后他被押往苏联。
中华人民共和国成立后，他于1950年7月被苏联移交给中国，被送到抚顺战犯管理所关押。1959年12月，他获得特赦。此后他居住在呼和浩特。
1969年9月5日，他在呼和浩特病逝。享年63岁。